# Naj počiva v miru
Naj počiva v miru je slovenski družbeni roman avtorice Irene Velikonja, ki je bil izdan leta 2011 pri Mladinski knjigi. Gre za avtoričin prvi roman za odrasle. Leta 2012 je bil nominiran za nagrado kresnik in se prebil v prvo deseterico. Knjiga je izšla s finančno podporo Javne agencije za knjigo RS.
Naj počiva v miru je zgodba o treh sestrah družine Podlogar, ki se zaradi smrti očeta Borisa Podlogarja ponovno zberejo v svoji domači hiši. Sestre najdejo svojega očeta mrtvega v nenavadnih okoliščinah. Ugotovijo, da je bil njegov pogreb naročen že v naprej. Postopoma pa sestre odkrivajo še številne očetove skrivnosti, ki jih je pred njimi skrival celo življenje. 

## Vsebina
Roman se prične s smrtjo osemdesetletnega Borisa Podlogarja. Najde ga njegov prijatelj pijanček Krištofek, ki obvesti Podlogarjevo hčerko Avgusto o nesrečnem dogodku. V hiši se tako počasi zbere vsa družina: hčerka Avgusta, Julijana in Maja s svojimi možmi ter vnukinja Tanja, ki je bila svojemu dedku še najbolj blizu, saj je pri njem stanovala v času študija. Hčerke Podlogar s svojim očetom niso imele posebno dobrega odnosa. Po smrti svoje matere Barbare so ga komajda še kdaj obiskale. Tudi stari Podlogar je imel rad svoj mir tako, da mu vpletanju hčerk v njegovo življenje nikoli ni bilo preveč po godu. Sestre Podlogar so si med seboj zelo različne in njihov odnos je vse prej kot prijateljski tako, da so ves čas, ki so ga skupaj preživele za pripravo "spodobnega" pogreba namenile medsebojnem obračunu. V vasi Š. je družina Podlogar od nekdaj veljala za zelo spodobno družino, v glavnem po zaslugi pokojne matere. Ob smrti Podlogarja pa se začnejo razkrivati mnoge družinske skrivnosti, ki bi utegnile uničiti ugled častitljive družine. 

## Osebe
Boris Podlogar – Osemdesetletnik, ki je po smrti žene Barbare živel sam. Družba njegovih hčerk mu je bila vedno odveč. Čas je rad preživljal v družbi svojih dveh prijateljev doktorja Žgavca in Krištofka. Včasih je delal kot direktor v podjetju, ki pa je kmalu po njegovi upokojitvi šlo v stečaj. Ukvarjal se je s pisanjem, za kar pa njegova družina nikoli ni pokazala razumevanja. Žena Barbara se mu je zaradi tega še posmehovala. Rad se je družil sam zase. Umrl je v nenavadnih okoliščinah, izkazalo se je celo, da je imel že v naprej organiziran pogreb. 
Avgusta Skubic– najstarejša Podlogarjeva hči. Oče Podlogar Avgusto nikoli ni preveč maral. Po smrti matere Barbare je bila edina, ki je svojega očeta redno obiskovala in mu velikokrat nosila hrano, ki pa jo je oče Podlogar vztrajno zavračal. Tako kot ostali sestri je veliko dala na moralo in spodobnost. Delala je kot računovodkinja v eni izmed Julijanijih podjetji. 
Julijana Breznik – Druga Podlogarjeva hčerka. Samozavestna ženska, ki se je znala hitro razburiti. Potrebna pozornosti in potrditve. Bila je uspešna poslovna ženska, ki se je ukvarjala s proizvodnjo in prodajo kozmetičnih in medicinskih preparatov. Imela je mnogo več denarja kot obe sestri skupaj. Poročena je bila s profesorjem slovenščine Janezom Breznikar s katerim ni imela otrok. 
Maja Vrtačnik – Najmlajša Podlogarjeva hčerka. Skupaj s svojim možem Damirjem sta se ukvarjala s kozjerejo. 
Tanja Vrtačnik – Majina hčerka. Študentka primerjalne književnosti.V času študija je prebivala pri svojem dedku. Njegova smrt jo je zelo prizadela. 
Doktor Žgavec – prijatelj Borisa Podlogarja. Prav tako kot Boris Podlogar je živel v vasi Š. Tamkajšnji vaščani ga niso preveč marali. Rad je dolgovezil, s svojim prijateljem pa zelo rad popil kakšen kozarček.
Damir Vrtačnik – Majin mož. Po svojem značaju zelo odprt in poduhovljen človek. Po srcu poštenjak. 
Tilen Skubic - Avgustin mož. Profesor na fakulteti, znanstveno se je ukvarjal z literaturo.Znan je bil po svojih avanturah s študentkami. Do svoje žene Avguste se je obnašal hladno in manipulativno. Do ostale družine se je obnašal vzvišeno, velikokrat cinično, posmehovalno in izzivalno.
Janez Breznik- Julijanin mož, star 58 let. Delal je kot profesor slovenščine v gimnaziji, kar pa ga ni preveč veselilo. V odnosu s svojo ženo je bil v podrejeni vlogi. Po svoji naravi je bil čustven in sramežljiv človek. Zelo ga je zanimalo tastovo pisanje. Sam je imel neizmerno željo po pisanju, ampak je v sebi čutil nepremostljivo ustvarjalno blokado. 
Franc Krištofek – Veljal za vaškega posebneža, pijanca. Veliko časa je preživel s starim Podlogarjem, kar se je vsem zdelo čudno. Včasih je delal v njegovem podjetju. Bil je bolj počasne pameti in v glavnem molčeč, kadar pa je le spregovoril je trajalo neskončno dolgo, da je povedal kar je mislil. 
Danica Tkalec – zvedava in opravljiva soseda Borisa Podlogarja. 
Barbara – pokojna žena Borisa Podlogarja. Barbara je bila družabna oseba, ki je veliko dala na ugled svoje družine. Ljudje so jo imeli za pravo svetnico, ki doma podpira štiri vogale hiše. 

## Zbirka
Roman je leta 2011 pri Mladinski knjigi izšel v zbirki Nova slovenska knjiga.

## Ocene in nagrade
Roman je bil leta 2012 nominiran za nagrado kresnik in se prebil v prvo deseterico 